# والنتینا کزر
والنتینا کزر (اوکراینی: Валентина Козир؛ زادهٔ ۲۵ آوریل ۱۹۵۰) ورزشکار دو و میدانی اهل اتحاد جماهیر شوروی سوسیالیستی است.